# Arrondissements de la Moselle

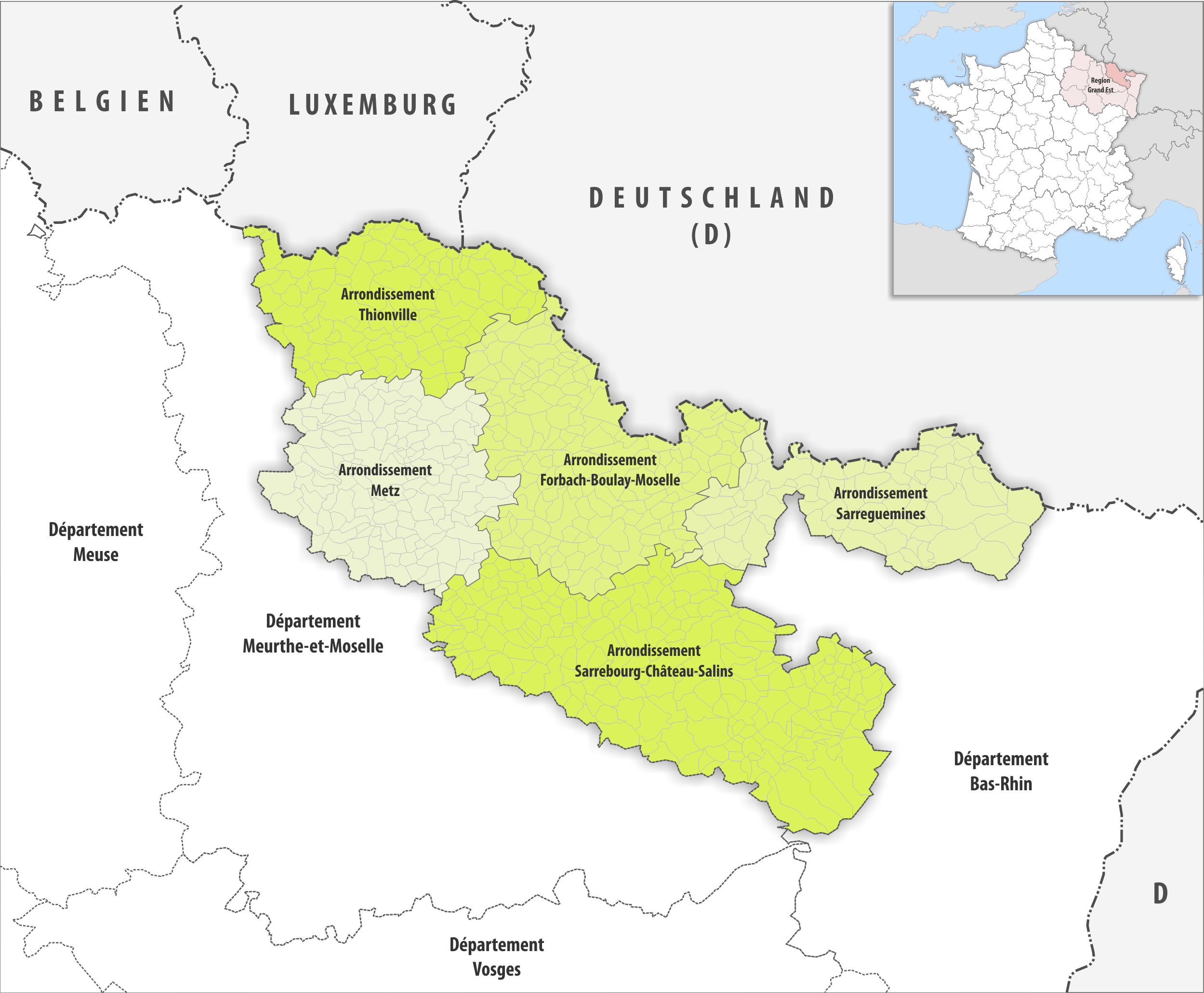
Carte des arrondissements de la Moselle en 2019

Le département de la Moselle comprend cinq arrondissements.

## Composition
| Nom                                         | Code Insee | Superficie (km2) | Population (dernière pop. légale) | Densité (hab./km2) | Modifier             |
| ------------------------------------------- | ---------- | ---------------- | --------------------------------- | ------------------ | -------------------- |
| Arrondissement de Forbach-Boulay-Moselle    | 573        | 1 283,30         | 235 849 (2022)                    | 184                | modifier les données |
| Arrondissement de Metz                      | 579        | 1 088,70         | 354 054 (2022)                    | 325                | modifier les données |
| Arrondissement de Sarrebourg-Château-Salins | 575        | 1 966,90         | 90 341 (2022)                     | 46                 | modifier les données |
| Arrondissement de Sarreguemines             | 576        | 935,90           | 95 691 (2022)                     | 102                | modifier les données |
| Arrondissement de Thionville                | 577        | 941,50           | 274 786 (2022)                    | 292                | modifier les données |
| Moselle                                     | 57         | 6 216,00         | 1 050 721 (2022)                  | 169                | modifier les données |

## Histoire

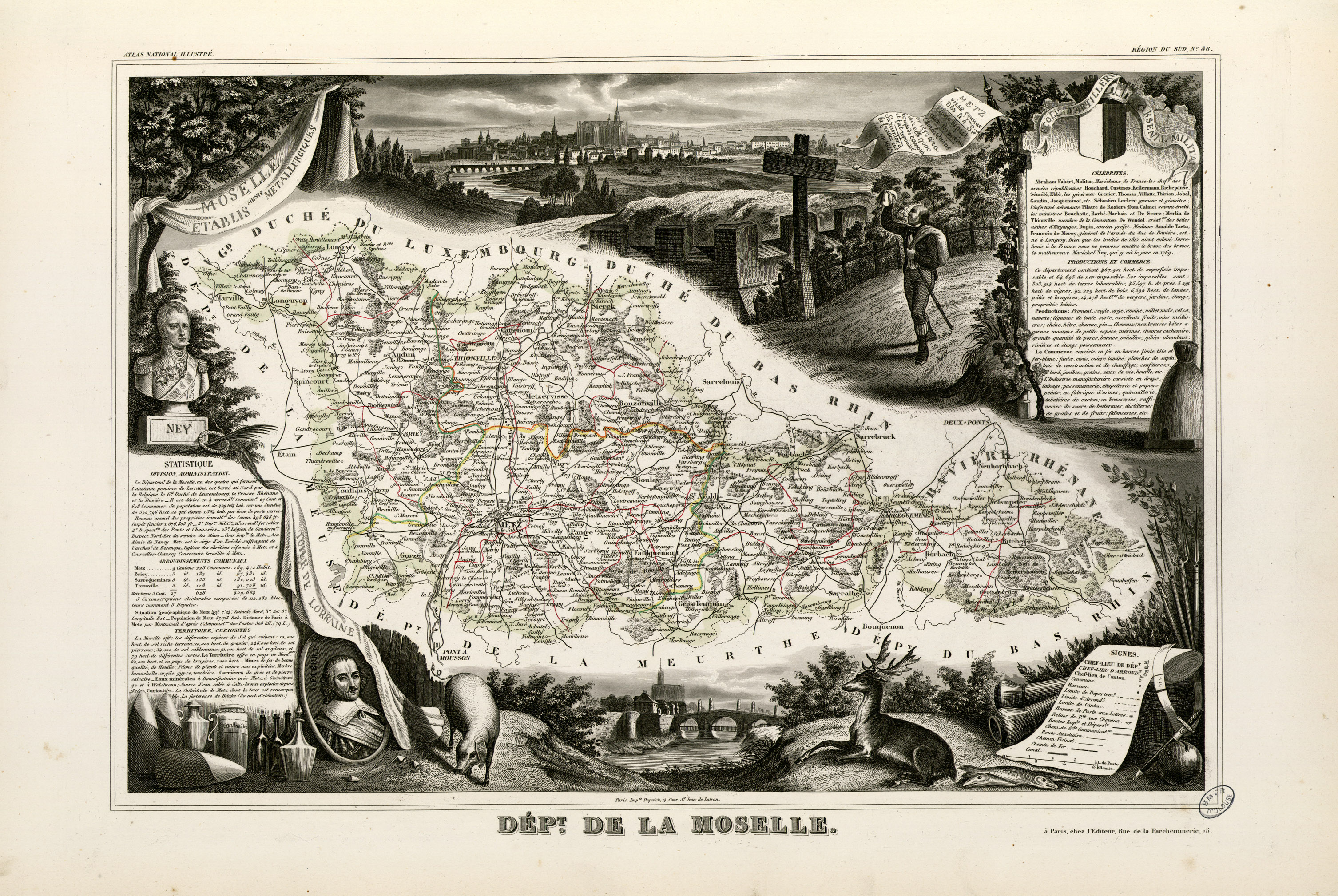
Carte de la Moselle avec ses arrondissements en 1852 dans l'Atlas de Levasseur

Les arrondissements de la Moselle en 2014 (avec celui de Metz-Ville en rouge).

- 1790 : création du département de la Moselle avec neuf districts : Bitche, Boulay, Briey, Longwy, Metz, Morhange, Sarreguemines, Sarrelouis, Thionville.
- 1795 : Après la défaite des armées de l’Empire français, le district de Sarrelouis disparaît avec le traité de Paris (1815) qui transfère la propriété de la ville de Sarrelouis à la Prusse qui administre l’ancienne Sarre autrichienne reprise à la France. La ville libre devient ensuite allemande, et partie intégrante de la Sarre avec l’unification de l’Allemagne à la fin du XIXe siècle ; au lendemain de la Seconde Guerre mondiale, la Sarre entre dans la zone d'occupation française, avant de devenir un État autonome sous protectorat français, ce régime d'autonomie prend fin le 23 octobre 1954 avec les accords de Paris mettant fin à l'occupation, des accords qui ne seront toutefois pas ratifiés localement ; depuis les accords de Luxembourg, la Sarre a été rattachée en 1957 à la République fédérale d'Allemagne, qui a aussi réintégré l'ancienne Allemagne de l'Est créée dans la zone d'occupation soviétique.
- 1800 : Les huit districts de Moselle disparaissent pour créer les quatre arrondissements de : Metz, Briey (anciens districts de Briey et Longwy), Sarreguemines et Thionville.
- 1815 : Sarrelouis est intégré à la Rhénanie prussienne et fait partie aujourd'hui de land allemand de la Sarre.
- 1871 : suppression de l'ancien département de la Moselle (à la suite de l'annexion par le nouvel Empire d'Allemagne d'une grande partie de l'Alsace et d'une partie de la Lorraine) ; l'arrondissement de Briey (non annexé) fusionnant avec ce qu'il reste de l’ancien département de la Meurthe qui comprenait auparavant les arrondissements (perdus au Traité de Francfort, de Sarrebourg et Château-Salins), constitue le nouveau département de Meurthe-et-Moselle.
- 1919 : retour de l'Alsace-Lorraine à la France, création en Lorraine du nouveau département de la Moselle, avec les arrondissements actuels (à l'exception de celui de Sarrelouis qui reste dans la Sarre allemande, et de celui de Briey qui reste dans le département de Meurthe-et-Moselle).
- 2015 : Les arrondissements de Boulay-Moselle, Thionville-Ouest et Metz-Campagne sont supprimés et fusionnés respectivement avec ceux de Forbach, Thionville-Est et Metz-Ville pour former les nouveaux arrondissements de Forbach-Boulay-Moselle, Thionville et Metz.
- 2016 : L'arrondissement de Château-Salins est supprimé et intégré à celui de Sarrebourg pour former l'arrondissement de Sarrebourg-Château-Salins.